# Lorenzo Camarena
Lorenzo Camarena (* 12. Oktober 1901 in Guadalajara, Jalisco; † 5. Dezember 1995 in Mexiko-Stadt, Mexiko), auch bekannt unter dem Spitznamen La Yegua (span. für Die Stute), war ein mexikanischer Fußballspieler auf der Position des Verteidigers. 

## Leben

### Verein
Camarena spielte nachweislich ab der Saison 1922/23 in der alten Liga Amateur de Jalisco für den CD Nacional und wurde aufgrund seiner guten Leistungen in die Auswahlmannschaft von Jalisco berufen, die in den Jahren 1926 und 1928 einige Freundschaftsspiele gegen Teams aus der Hauptstadt bestritt. 
General Aguirre, Gestalter und treibende Kraft des CD Marte, wurde auf einige talentierte Spieler der Auswahlmannschaft aus Guadalajara aufmerksam und holte sie in die Hauptstadt. Einer von ihnen war „Yegua“ Camarena, der nach der Aufnahme des CD Marte in die Hauptstadtliga (für die Saison 1928/29) mit den Marcianos auf Anhieb die Meisterschaft gewann.
Erstmals 1931 lässt sich seine Zugehörigkeit zum Club Necaxa nachweisen, der sich in den 1930er Jahren zur dominierenden Mannschaft Mexikos entwickelte und unter der Bezeichnung Los Once Hermanos (Die Elf Brüder) in die mexikanische Fußballgeschichte einging. Mit ihnen gewann Camarena drei weitere Meistertitel. 

### Nationalmannschaft
Sein Länderspieldebüt bestritt „La Yegua“ Camarena am 4. März 1934 in einem WM-Qualifikationsspiel gegen Kuba, das 3:2 gewonnen wurde. Beim zweiten Sieg gegen die Kubaner (5:0) eine Woche später wirkte Camarena ebenso mit wie beim alles entscheidenden Qualifikationsspiel gegen den nördlichen Nachbarn USA, das im Mai 1934 ausgetragen und mit 2:4 verloren wurde, so dass die Teilnahme an der WM 1934 verpasst wurde. 
Bei der 1935 in El Salvador ausgetragenen III. Zentralamerikanischen Meisterschaft wirkte Camarena in allen fünf Spielen mit, die die mexikanische Nationalmannschaft – mit der sagenhaften Bilanz von fünf Siegen und 29:5 Toren – überzeugend gewann.